# Primula Byggnads AB

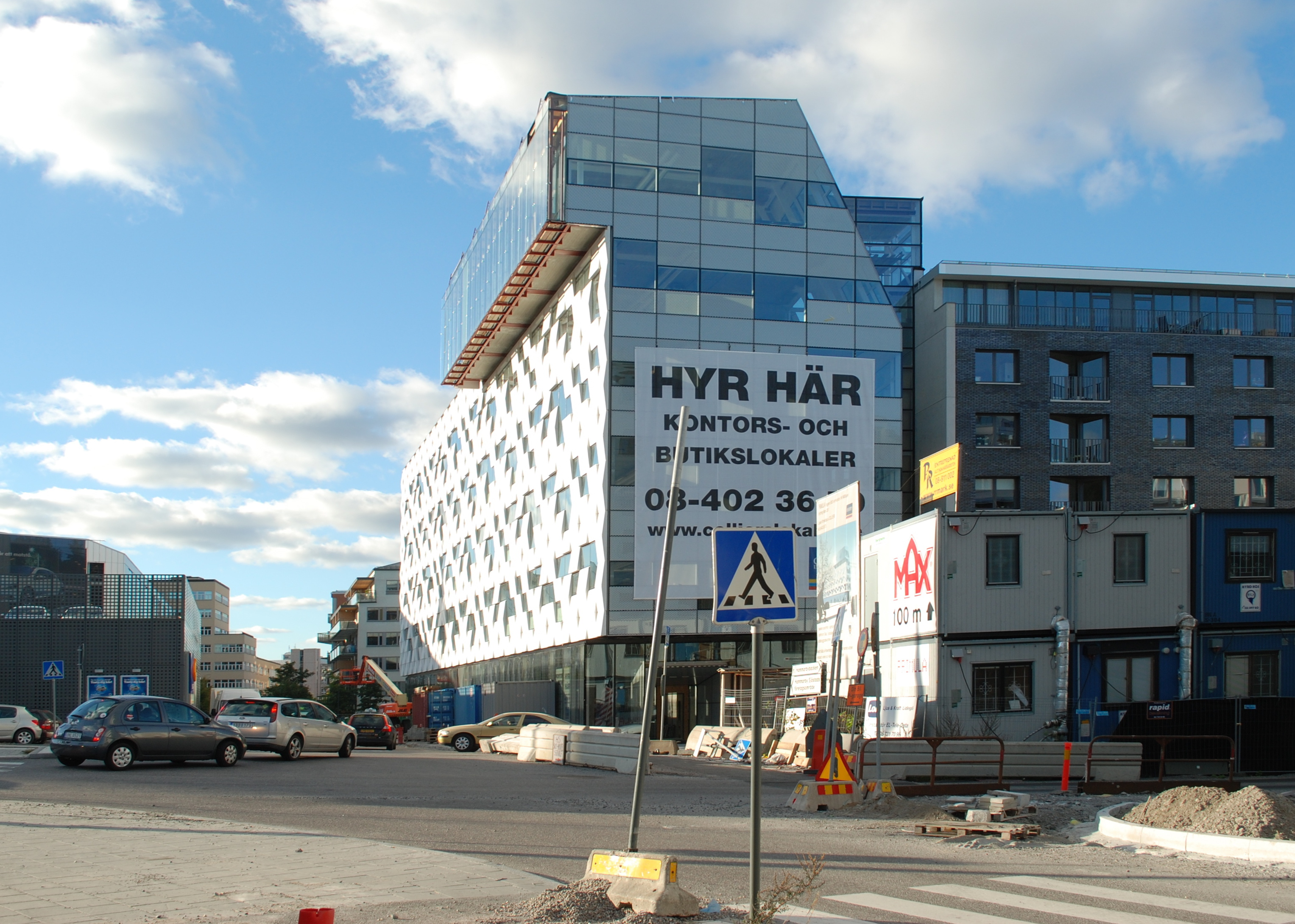
Kontorshus på Lugnets Allé 1-3 i Hammarby Sjöstad under uppförande 2010 för Primula Byggnads.

Primula Byggnads AB är ett svenskt fastighetsbolag, bildat 1989 som äger och förvaltar ett flertal egna fastigheter i Stockholms innerstad samt förvaltar ett större antal fastigheter i annan ägo.